# Instytut Fotografii Kreatywnej
Instytut Fotografii Twórczej (tłumaczone także jako Instytut Fotografii Kreatywnej, cz. Institut tvůrčí fotografie, ang. Institute of Creative Photography) – jeden z instytutów Wydziału Filozofii i Nauki Uniwersytetu Śląskiego w Opawie. Instytut Fotografii Twórczej jest następcą Instytutu Fotografii Artystycznej stworzonego i prowadzonego przez Czeski Związek Fotografów w latach 1971–1990. Instytut stanowi część Uniwersytetu Śląskiego w Opawie od 1990 roku, a obecnie kształci ponad 200 studentów z Czech, Słowacji, Polski, Niemiec, Austrii, Włoch, Rosji i Ukrainy na poziomie licencjackim, magisterskim oraz doktorskim w dziedzinie fotografii. Studia odbywają się według programu B8204 Filmové, televizní a fotografické umění a nová média, podobnie jak na praskiej FAMU i łódzkiej PWSFTviT, a absolwenci otrzymują tytuł magistra sztuki.
Za granicą instytut oraz twórczość skupionych wokół niego artystów jest znana również pod nazwą Opawska Szkoła Fotografii (ang. Opava School of Photography). Uważana jest za jedną z najlepszych i najważniejszych szkół fotografii współczesnej w Europie. Instytut aktywnie przygotowuje wystawy studentów w kraju i za granicą oraz promuje zagranicznych autorów na terenie Republiki Czeskiej.

## Wykładowcy
Obecnym szefem instytutu jest prof. Vladimír Birgus, jego zastępcą zaś dr Jiří Siostrzonek. W szkole stale wykładają m.in. uznany czeski dokumentalista prof. dr h.c. Jindřich Streit, doc. Pavel Mára, Dita Pepe, doc. Václav Podestát, Karel Poneš, dr Tomáš Pospěch. Przez wiele lat funkcję sekretarza pełnił Vojtěch Bartek.
Pozostali nauczyciele to m.in. typograf i grafik doc. Otakar Karlas, Michał Szalast, Jan Brykczyński, Arkadiusz Gola, Rafał Milach, Josef Moucha, Miroslav Myška, Marek Malůšek, Štěpánka Stein, dr Petr Vilgus, Miroslav Zeman, Antonín Braný, Jan Pohribný, Petr Velkoborský, Tereza Vlčková czy Aleš Kuneš.

## Wybrani absolwenci i studenci z Polski
Zarówno wśród nauczycieli, jak i wśród studentów znajduje się wielu wybitnych i uznanych na świecie fotografów oraz laureatów prestiżowych nagród. Spora część kandydatów rozpoczynających studia ma już za sobą osiągnięcia w karierze zawodowej lub nawet doświadczenia wykładowcy w dziedzinie fotografii.
- Rafał Milach, laureat m.in. World Press Photo 2007, członek agencji Magnum Photos, współzałożyciel Sputnik Photos oraz Archiwum Protestów Publicznych
- Jan Brykczyński, wykładowca Instytut Fotografii Kreatywnej, współzałożyciel Sputnik Photos
- Arkadiusz Gola, laureat m.in. Polska Fotografia Prasowa i BZ WBK Press Foto
- Adam Palenta, reżyser i operator filmowy, stypendysta Ministra Kultury i Dziedzictwa Narodowego
- Jakub Dąbrowski, wykładowca Akademii Fotografii w Krakowie
- Michał Łuczak, wykładowca Uniwersytetu Pedagogicznego w Krakowie oraz Akademii Fotografii w Krakowie, współzałożyciel Sputnik Photos
- Maciej Bujko, dyrektor BWA Wrocław, wcześniej dyrektor TIFF Festivalu
- Mariusz Forecki, wykładowca Warszawskiej Szkoły Fotografii i Grafiki Projektowej
- Adrian Wykrota, współzałożyciel galerii pix.house w Poznaniu, laureat Wielkopolska Press Photo
- Paweł Starzec, prodziekan Wydziału Projektowania Uniwersytetu SWPS, wykładowca Uniwersytetu SWPS, laureat m.in. Encontros da Imagem Discovery Award, współzałożyciel Archiwum Protestów Publicznych
- Tomasz Wiech, finalista nagrody Oskar Barnack Award, laureat m.in. World Press Photo 2008
- Tomasz Lazar, laureat m.in. World Press Photo 2007
- Karolina Wojtas, laureatka ING Unseen Talent Award 2019, stypendystka Ministra Kultury i Sztuki
- Krzysztof Goluch, nagroda fotograficzna Unii Europejskiej
- Filip Zawada, wykładowca OPT Wrocław, ponadto prozaik nominowany do Nagrody Nike
- Bart Pogoda, wyróżnienie specjalne w konkursie Blog Roku 2009
- Marcin Lachowicz, wyróżnienie m.in. Śląska Fotografia Prasowa 2013 i Slovak Press Photo 2014, finalista Grand Press Photo 2014
- Grzegorz Klatka, wykładowca Fotoedukacja w Katowicach, laureat m.in. Polskiej Fotografii Prasowej (1998, 1999) oraz Humanity Photo Awards 2007 w Pekinie
- Tomasz Liboska, wykładowca Fotoedukacja w Katowicach, laureat m.in. Grand Press Photo 2008 oraz stypendysta Marszałka Województwa Śląskiego
- Jacek Dziubdziela, wykładowca Fotoedukacja w Katowicach oraz Galerii Sztuki Współczesnej BWA w Olkuszu
- Andrzej Marczuk, twórca i wykładowca BlackBook, asystent prof. Bogdana Dziworskiego przy WRiTV Uniwersytetu Śląskiego w Katowicach
- Krzysztof Szewczyk, wykładowca Akademii Sztuk Pięknych w Katowicach, laureat m.in. Newsreportaż 2007 oraz BZ WBK Press Photo 2005
- Katarzyna Sagatowska, kuratorka Galerii Jednostka w Warszawie, koordynatorka projektu Fotografia Kolekcjonerska
- Sylwia Biernacka, prezes Fundacji Machina Fotografika
- Joanna Rzepka, asystentka w Instytucie Sztuki przy Uniwersytecie Śląskim, kuratorka Galerii Szarej w Warszawie
- Anna Sielska, wykładowca Akademii Sztuk Pięknych w Katowicach, stypendystka Ministra Kultury i Sztuki oraz Marszałka Województwa Śląskiego